# Blue Night (Michael Learns to Rock)
Blue Night è il quinto album in studio del gruppo musicale danese Michael Learns to Rock, pubblicato il 1º novembre 2000.

## Tracce
1. Angel Eyes – 4:20
2. Whatever It May Take – 3:21
3. Watch Your Back – 3:58
4. You Took My Heart Away – 4:31
5. Blue Night – 4:00
6. One Way Street – 4:19
7. Stuck in the Heat – 4:15
8. Tell It to Your Heart – 3:45
9. More Than a Friend – 3:37
10. Digging Your Love – 3:15
11. Eternal Flame – 3:28
12. Fools Direction – 3:56

### Tracce bonus rimasterizzazione 2014
1. You Took My Heart Away (demo 1999) – 4:27
2. Tell It to Your Heart (prima versione) – 5:04
3. She'll Be Mine – 4:52
4. Upon a Christmas Night – 3:54